# Bromelia arubaiensis
Bromelia arubaiensis là một loài thực vật có hoa trong họ Bromeliaceae. Loài này được Ibisch & R.Vásquez mô tả khoa học đầu tiên năm 2003.